# J.-Arthur Lemay
Pour les articles homonymes, voir Lemay.
J.-Arthur Lemay ou simplement Arthur Lemay est un caricaturiste, dessinateur et portraitiste québécois, né à Nicolet le 5 juin 1899 et décédé à Montréal le 20 janvier 1944.

## Biographie
Arthur Lemay étudie d’abord au collège de Nicolet, alors tenu par les Frères des Écoles chrétiennes. Dès cette époque, il manifeste un grand
talent pour le dessin. Au cours de ces années, il se lie d’amitié avec le peintre Rodolphe Duguay, également natif de Nicolet, qui appréciait beaucoup son coup de crayon.
Arthur Lemay entre au service du journal montréalais La Patrie le 23 août 1920. Il travaille
d’abord sous la direction d’Albert-Samuel Brodeur, un illustrateur renommé de l’époque. On lui confie rapidement la bande dessinée Les aventures de Timothée, créée par Alberic Bourgeois dont Théophile Hyacinthe Busnel (1882-1908) avait plus tard pris la relève. Le jeune caricaturiste souhaitait toutefois compléter sa formation artistique à Paris. Le journal La Patrie lui permet de réaliser ce rêve en acceptant de lui accorder une aide financière. Le 9 août 1921, Arthur Lemay et sa femme embarquent sur le paquebot Corsican à destination de la France.
Pendant deux ans, Lemay étudie à l’école des beaux-arts de Paris et à l'Académie Julian. Au cours de son séjour, il fréquente les autres étudiants québécois à
Paris, dont ses amis les peintres Rodolphe Duguay et Octave Bélanger. Ces trois artistes resteront en contact à leur retour de Paris. Vers le début de 1926, ils participent tous les trois à une exposition organisée par la Société des arts, sciences et lettres de Québec.
À compter de la fin de 1923, la carrière de Arthur Lemay se poursuit au journal La Patrie, pour deux décennies. Certains de ses dessins ont parfois été repris par le journal Le Soleil de Québec ainsi que par certains journaux régionaux. 
J.-A. Lemay s’est fait particulièrement remarquer par ses portraits et ses caricatures de politiciens, d’hommes d’affaires et d’artistes. Il a notamment effectué une série de croquis de groupes lors de banquets de notables. Au cours des années trente, La Patrie lui confie la page La Semaine illustrée. Cette page très populaire de son édition dominicale présente les grands événements mondiaux de l’époque au moyen de caricatures. Au cours du second conflit mondial, J.-A. Lemay publiera également un album de propagande pour le compte de la Commission de l’information de guerre.

Les auteurs de l’Histoire de la caricature au Québec, Robert Aird et Mira Falardeau, reprochent toutefois à Lemay son conservatisme : 

« Dans ses caricatures plus éditoriales, Lemay se situe du côté du Capital, se préoccupant beaucoup plus du sort du payeur de taxes que de celui du chômeur. Il présente celui-ci sous les traits d’un parasite qui vide les coffres de l’État et les poches des contribuables. Et il ne croit pas aux tentatives de juguler la crise. »

J.-Arthur Lemay est décédé à l’Hôpital Royal Victoria à la suite de deux interventions chirurgicales, le 20 janvier 1944.

Caricatures publiées par J.-Arthur Lemay dans la chronique La semaine illustrée du journal La Patrie
3 septembre 1939
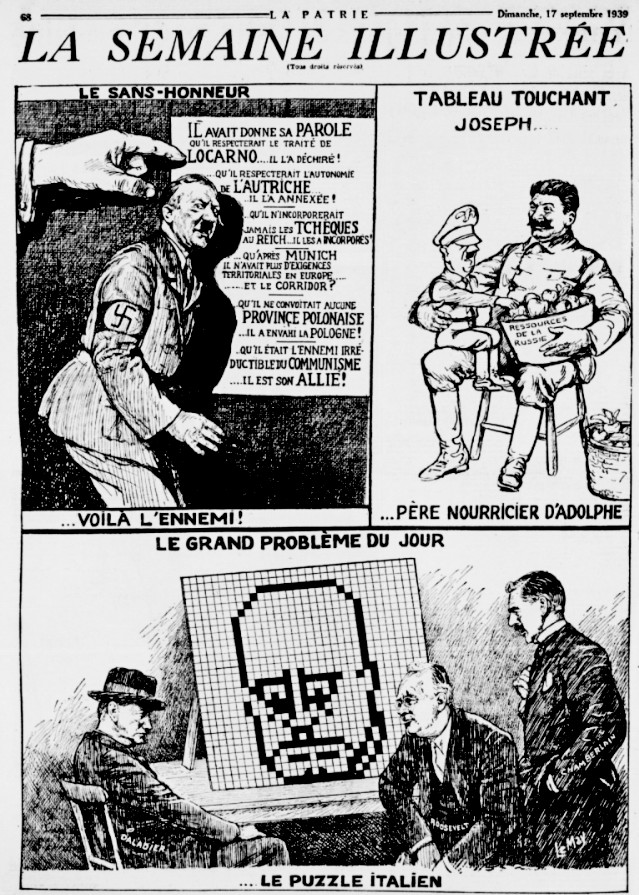
17 septembre 1939
3 octobre 1937
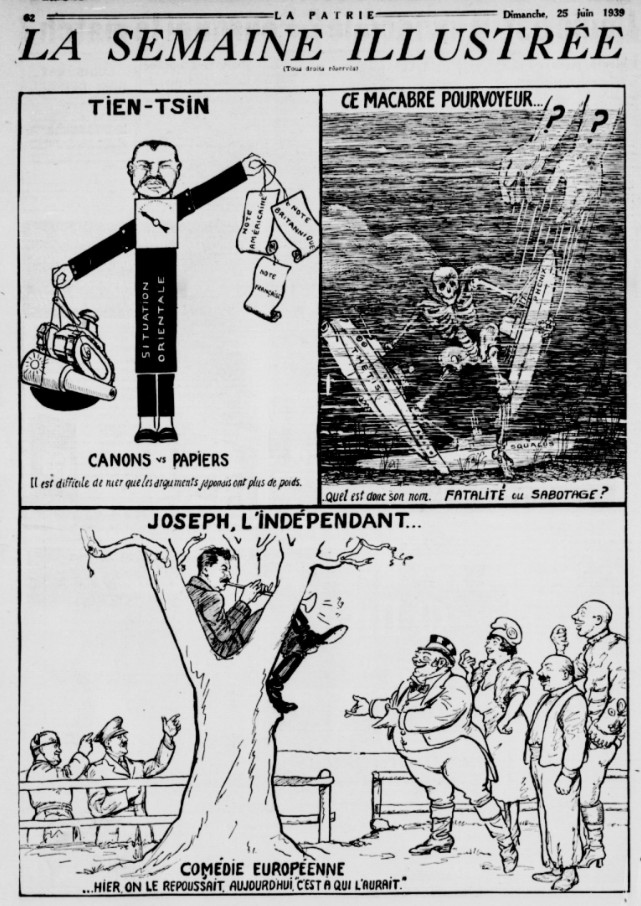
25 juin 1939
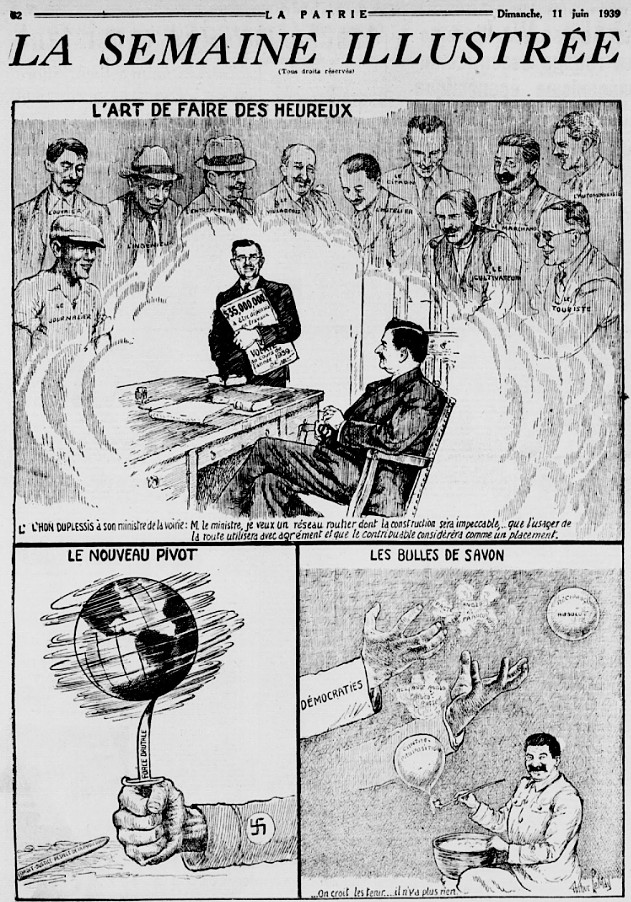
11 juin 1939

## Œuvres

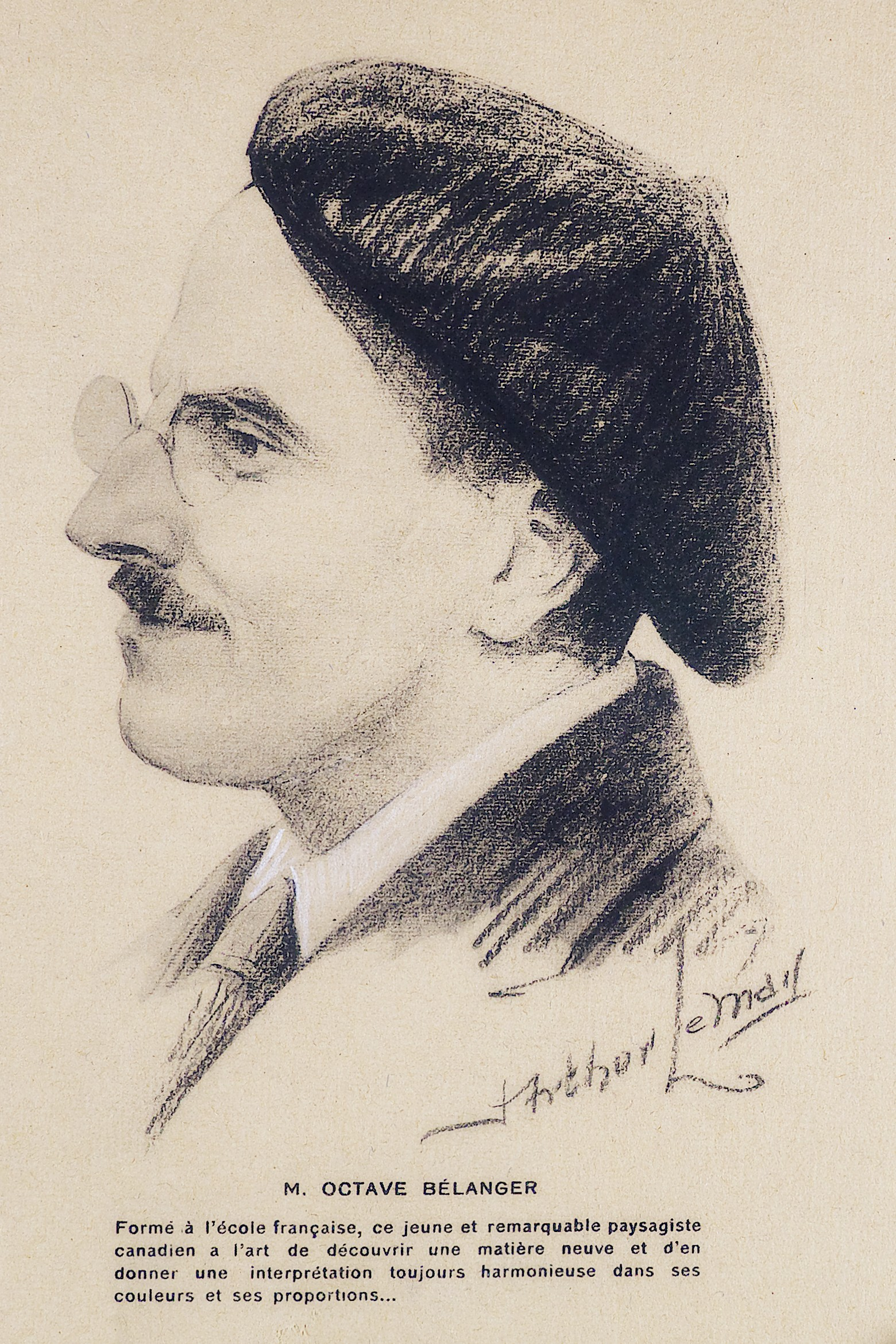
Portrait du peintre Octave Bélanger

Arthur LeMay a regroupé ses portraits dans deux livres : Noir et Blanc : Le parlement de la province de Québec ; l’assemblée législative ainsi qu’un grand livre intitulé 1000 têtes. Cet ouvrage regroupe des portraits de politiciens, d’hommes d’affaires et d’artistes de l’époque.
Quelques politiciens : 
- Olivar Asselin, R.B. Bennett, Thomas Chapais, Maurice
- Gabias, Sir Lomer Gouin, Camilien Houde, William Lyon-Mackenzie King, Athanase
- David, Honoré Mercier, Arthur Sauvé, Louis-Alexandre Taschereau.

Quelques artistes, journalistes, éducateurs, etc. : 
- Octave Bélanger, Henri Bourassa, Jean Bruchési, Raoul
- Dandurand, George Delfosse, Victor Doré, Henri et Adrien Hébert, Ozias Leduc,
- Frère Marie Victorin, Édouard Montpetit, Alfred Laliberté, Lionel Groulx.